# Nemanja Dragaš

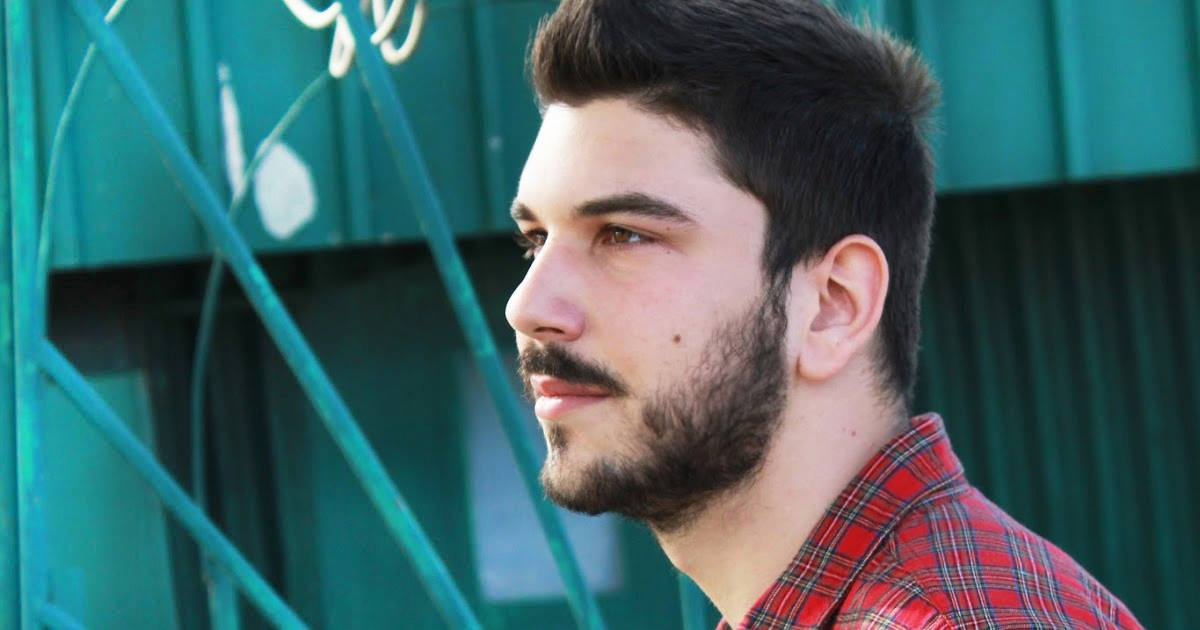
Nemanja Dragaš

Nemanja Dragaš (serbisch-kyrillisch Немања Драгаш; * 6. Juli 1992 in Belgrad) ist ein serbischer Dichter und Filmproduzent.

## Leben
Nemanja Dragaš besuchte die Grundschule und das Gymnasium in Pljevlja (Montenegro). Seit dem Jahr 2012 gehört er zu den jüngsten Mitgliedern des Literaturvereins Serbiens. Er studiert an der Akademie der Künste in Belgrad am Lehrstuhl für Produktion in Künsten und Medien von Prof. Dr. Dejana Prnjat.

## Werk
Im Jahr 2008 veröffentlichte Dragaš seine erste Gedichtsammlung „Fantazija u plavom“ (Fantasie im Blauen). 2010 folgte „Mikrofonija zrelosti“ (Mikrofonie der Reife), 2014 „Obećani svemir“ (Das versprochene Universum) und 2015 „Okovani satima“ (Gefesselt für Stunden). Er gewann Auszeichnungen bei zahlreichen Literaturwettbewerben und -festivals. Seine Gedichte wurden in Zeitschriften und Gedichtsammlungen veröffentlicht. Neben seiner literarischen Tätigkeit arbeitet Dragaš als Filmproduzent.

## Literarische Rezeption
Nemanja Dragaš hat im Jahr 2014 den 1. Platz im renommierten Gedichtfestival junger Autoren in Vrbas belegt. Die Gedichtsammlung „Obećani svemir“ (2014) beinhaltet vier Zyklen: „Ne vraćaj me“ (10 Gedichte), „Somot i prašina“ (10), „Lakše od stvarnosti“ (8) und „Četvrti zid“ (10). Viele Worte in dieser Gedichtsammlung haben einen symbolischen Charakter, so auch die Zahl vier, die u. a. Ganzheit, Gesamtheit, Solidarität, Erde, Reihe, Relativität, Recht usw. symbolisiert. Eine symbolische Bedeutung wird ebenso dem Wasser zugeordnet, das auch der Titel des ersten Gedichtes in der Sammlung ist. Dragaš steht mitten in der Welt, vor dem leeren Blatt Papier, welches man mit Erfahrungen und Rezeption ausfüllen soll. Dadurch bekommt der Leser den Anlass zum Nachdenken über die eigene Einsamkeit. 
Ein Teil des Gedichtes "Wir fielen der Zeit ins Wort" ("Upali smo vremenu u reč") lautet:
Vögel, die ihre Flügel durch Segel ersetzen,
können den Wolken und Flugzeugen nicht geschickt trotzen.
Es werden mal die Zeiten kommen, die uns nicht mehr haben werden,
Und manche Rosen werden ihre Kinder wiederum mit Dornen verteidigen.
Am Tage, der nur dank den Wegen wahrgenommen wird,
werden ihre Spuren alle Personen des Singular und Plural hinterlassen.

## Arbeit im Filmbereich
Nemanja Dragaš war im Jahr 2012 Mitglied der Studentenauswahljury für die besten Studentenfilme aller internationalen Filmhochschulen - CILECT. Ebenso hat er an der Organisation des 40. Internationalen Filmfestivals FEST teilgenommen.
Alle Filme, an denen Nemanja Dragaš als Produzent beteiligt war:
- I živi(m) sam
- Himalaji (Dokumentarfilm)
- Nagon (Studentenfilm)
- I kroz granje i nebo...
- Čistač[1]
- Gavrilo (Erzähler und Regieassistent)[2]
- Kašika (Filmfestival in Kairo und Auszeichnung im Filmfestival in San Francisco)[3]
- Hana ili Metamorphosis
- Daska koja život znači[4]
- Veče Mike Antića (Multimediales Theaterstück)

## Auszeichnungen
Nemanja Dragaš hat an zahlreichen Gedichtfestivals teilgenommen:
- 2012: 2. Platz bei „Die Lyra von Timok“[5]
- 2013: 1. Platz bei „Die Lyra von Timok“
- 2013: 1. Platz bei „Das Wort im Raum“[6]
- 2013: 1. Platz im zweiten internationalen Festival für Gedicht und Kurzgeschichte "Rade Tomic"[7]
- 2013: 1. Platz im siebten internationalen Festival für Gedicht und Kurzgeschichte "Dusko Trifunovic"[8]
- 2013: 1. Platz im fünften internationalen Festival für Gedicht und Kurzgeschichte "Trifun Dimic"[9]
- 2013: 1. Platz im fünften internationalen Festival für Gedicht und Kurzgeschichte "Magda Simin"
- 2013: 1. Platz im fünften internationalen Festival Festival für Gedicht und Kurzgeschichte "Stanislav Preprek"
- 2014: 1. Platz bei „Das Wort im Raum“
- 2014: 1. Platz im dritten multimedialen Festival in Pljevlja
- 2014: 1. Platz im 45. Gedichtfestival junger Autoren in Vrbas
- 2015: 1. Platz im siebten internationalen Festival "Mihal Babinka"
- 2015: 1. Platz im dritten multimedialen Festival in Pljevlja

## Veröffentlichungen
- Fantazija u plavom. 2008, ISBN 978-86-87623-09-5[10]
- Mikrofonija zrelosti. 2010, ISBN 978-8687623-12-5[11]
- Obećani svemir. 2014, ISBN 978-86-88271-10-3[12]
- Okovani satima. 2015, ISBN 978-86-903069-8-5[13]